# Aslem (huyện)
Huyện Aslem là một huyện thuộc tỉnh Hajjah, Yemen. Đến thời điểm năm 2003, huyện này có dân số 49227 người